# Feldespato alcalino

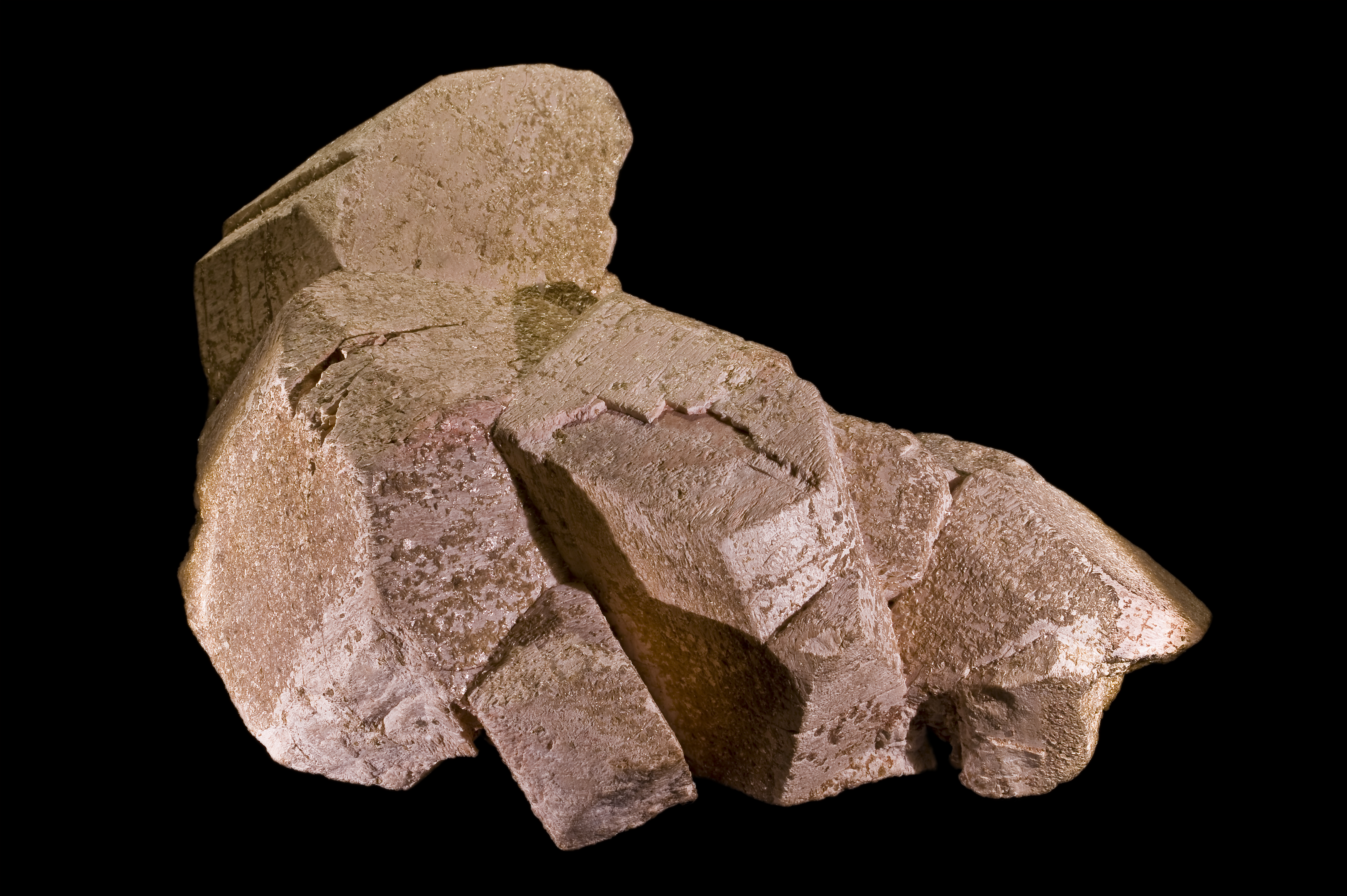
Ortoclasa, Minas Gerais (Brasíl)

Un feldespato alcalino es cualquiera de los variados minerales de silicato comunes, que se encuentran muy a menudo en cristales vítreos de color blanquecino o de apariencia colorida.
Los feldespatos alcalinos pueden ser considerados como mezclas de aluminosilicatos sódicos (NaAlSi3O8) y aluminosilicatos potásicos (KAlSi3O8). Tanto los aluminosilicatos de sodio como los de potasio, tienen formas distintas, cada uno con su propia estructura.
Los feldespatos alcalinos son usados en la fabricación de vidrio y cerámica; siendo las variedades transparentes, coloridas o iridiscentes usadas en ocasiones como piedra preciosa.